# Phrazes for the Young
Phrazes for the Young è il primo album solista di Julian Casablancas, leader del gruppo indie rock statunitense The Strokes e The Voidz, pubblicato il 2 novembre 2009 e prodotto da Jason Lader.

## Produzione, promozione e distribuzione
L'album Phrazes for the Young è stato pubblicato con l'etichetta discografica fondata da Julian Casablancas Cult Records e tramite la RCA e Rough Trade Records il 2 novembre 2009 nel Regno Unito e il 3 novembre negli Stati Uniti. 
Jason Lader e Mike Mogis hanno prodotto l'album. Il titolo del disco fa riferimento a  "Phrases and Philosophies for the Use of the Young" una raccolta di aforismi di Oscar Wilde. 
(Julian Casablancas, GQ)
Come parte della promozione sul suo canale YouTube l'artista ha condiviso il video Phrazes For The Young Preview
con alcune frasi presenti all'interno 	
del Box Set, Limited Edition, Try not to give advice you can't follow e Drunkenness is cowardice, sobriety is loneliness. L'album è stato presentato in anteprima il 31 agosto 2009 nel locale di musica dal vivo Duo Music Exchange di Tokyo, in Giappone. Per celebrare l'uscita Julian Casablancas si è esibito in una serie speciale di spettacoli ogni venerdì sera nel mese di novembre a Los Angeles. La traccia "11th Dimension" è stata trasmessa per la prima volta in un programma ospitato sulla BBC, Radio 1 Zane Lowe Show.
Il 31 gennaio 2010 viene rilasciato il video 11th Dimension (Definitvie cut HD) ed è ispirato al film L'ultimo combattimento di Chen di Bruce Lee. Il video è diretto da Warren Fu, amico e collaboratore di lunga data di Casablancas, in precedenza ha diretto il video You Only Live Once (Alternate Version - Official HD Video) del gruppo The Strokes. 
Il 18 dicembre 2009 esce Phrazes for the Young Box Set, Limited Edition, Luxury Edition Deluxe Set in stile antico, contenente uno storybook, artwork originali ed esclusivi, testi completi dell'album, testi del lato B, "frasi" e fotografie: ogni libro è firmato personalmente da Julian Casablancas.

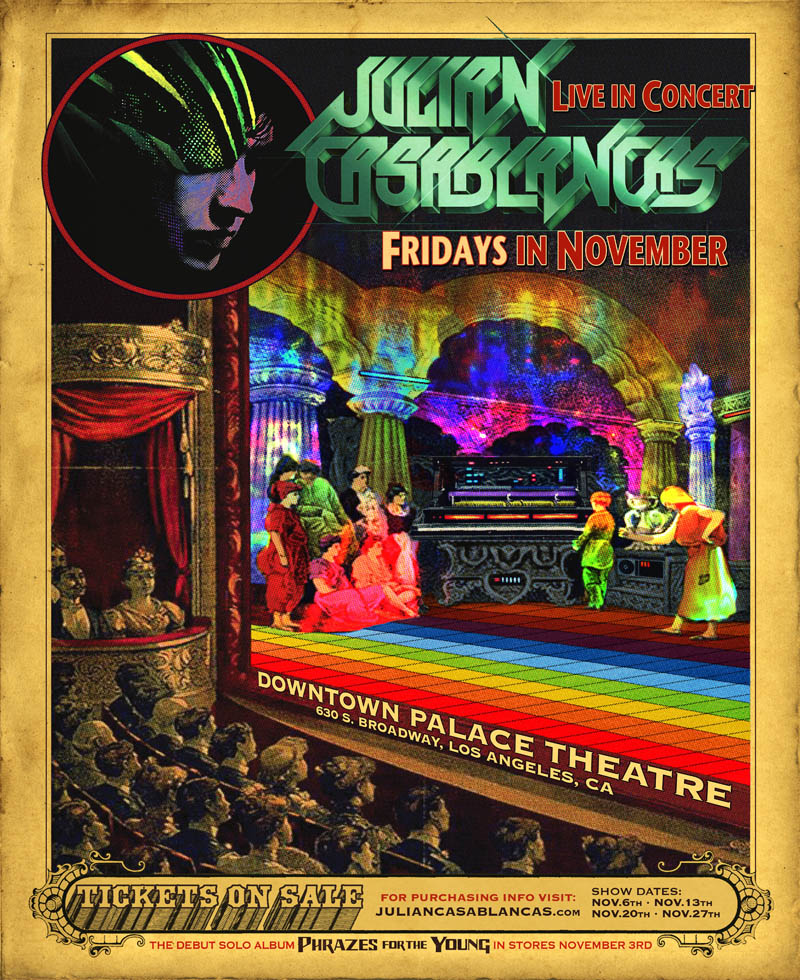
Poster concerti del 2009 di Julian Casablancas a Downtown Palace, Los Angeles - altre foto su Flickr [https://www.flickr.com/photos/200256373@N06/

## Tracce
1. Out Of The Blue – 4:41
2. Left & Right In The Dark – 4:54
3. 11th Dimension – 4:03
4. Chords Of The Apocalypse – 4:59 (musica: chorus chord progression di Casablancas, Fabrizio, Moretti, Nick Valensi)
5. Ludlow St. – 5:42
6. River Of Brakelights – 5:08
7. Glass – 5:20
8. Tourist – 5:02 (musica: chorus melody di Casablancas, JP Bowersock)

iTunes / Amazon bonus tracks
1. Old Hollywood – 4:33
2. 30 Minute Boyfriend – 3:31
3. Christmas Treat – 3:11

Luxury Edition Deluxe Set bonus disc
1. Ludlow St. (demo) – 5:42
2. Left & Right in the Dark (demo) – 3:31
3. 30 Minute Boyfriend (demo) – 3:42
4. Tourist (demo) – 6:22
5. Glass (demo) – 2:16
6. Long Island Blues – 5:40
7. Old Hollywood – 4:33
8. I Wish It Was Christmas Today – 3:11

Acoustically Remembering DVD
1. 11th Dimension (Take 2) – 5:31
2. Glass – 2:15
3. Left & Right in the Dark – 5:38
4. 4 Chords of the Apocalypse – 6:05
5. Taxi Brakelights – 5:45
6. Thank You – 0:43
7. Original Screentest (River of Brakelights) – 3:23
8. 11th Dimension (Take 1) – 5:17